# Marie Terezie Savojská
Marie Terezie Anna Felicitas vévodkyně Savojská, hraběnka z Carignan, rozená princezna z Lichtenštejna (11. května 1694 – 20. února 1772 Vídeň) byla česká šlechtična, pravnučka knížete Karla I. z Lichtenštejna, majitelka českých panství Kostelec nad Černými lesy, Škvorec, Uhříněves, Čechy pod Kosířem, Kounice, Rataje nad Sázavou a dolnorakouských panství Judenau, Pixendorf a Dietersdorf.

## Život

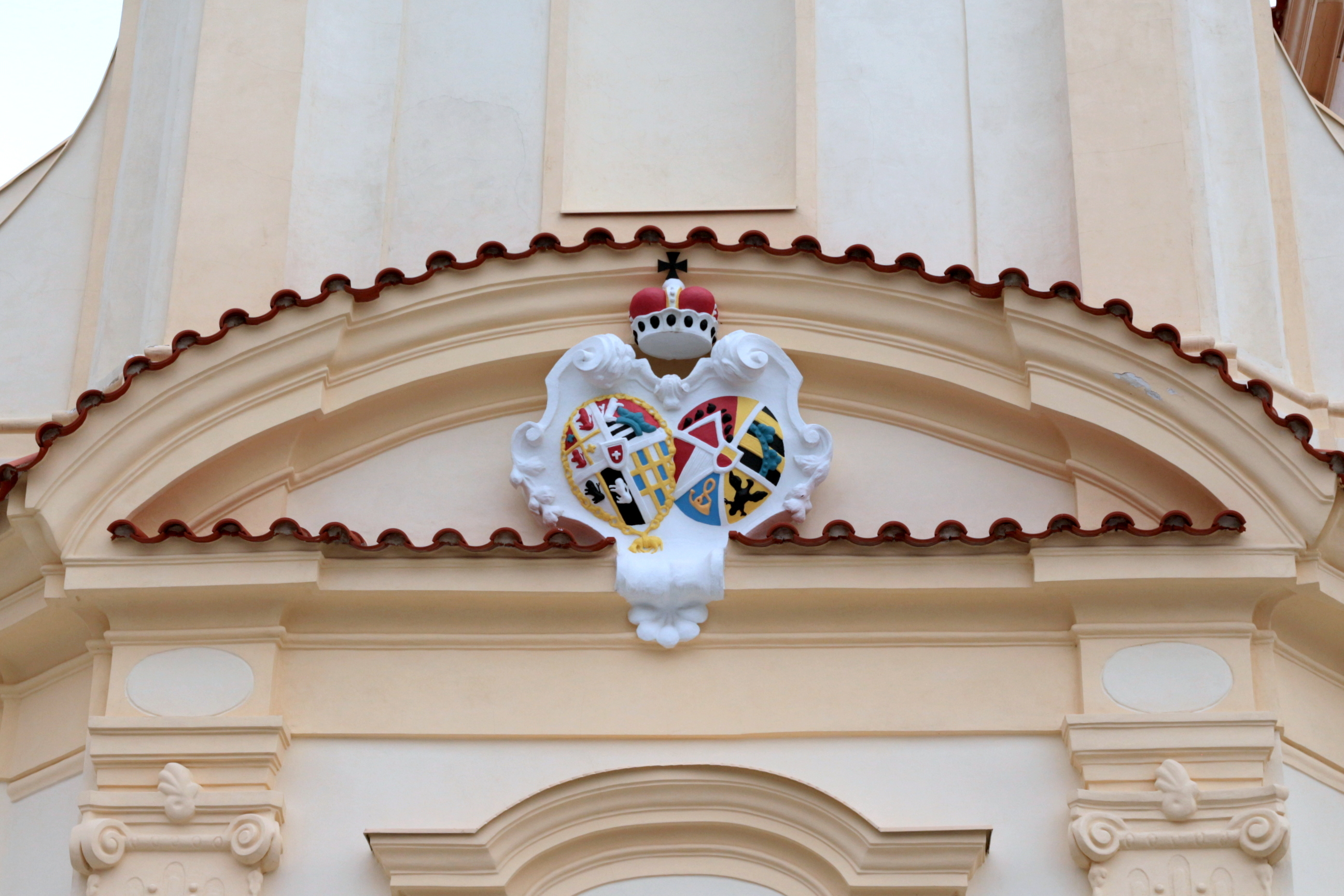
Alianční lichtenštejnsko-savojský erb Marie Terezie Savojské na průčelí kostela sv. Jakuba ve Slušticích u Prahy

### Rodina a původ
Narodila se roku 1694 jako čtvrtá dcera a sedmé dítě ze dvanácti potomků knížete Jana Adama I. z Lichtenštejna (1657 nebo 1662–1712), sjednotitele Lichtenštejnského knížectví a jeho manželky, hraběnky Edmundy z Ditrichštejna (1662–1737). Po předčasné smrti jejích dvou bratrů se její otec rozhodl svých pět dcer, které se dožily dospělosti, zajistit, neboť se svým synovcem a nástupcem majorátu Antonínem Floriánem neměl dobré vztahy. V roce 1712 se tak jako osmnáctiletá ujala ve středních Čechách panství Černý Kostelec (Kostelec nad Černými lesy), Škvorec, Uhříněves a na Moravě panství Čechy pod Kosířem, které roku 1716 prodala. Antonín Florián se však panství nechtěl vzdát a s Marií se soudil. Docílil, že došlo roku 1712 k soudní separaci 29 obcí z trojice středočeských panství, z nichž Antonín Florián utvořil panství Plaňany, které jeho syn Josef Jan Adam roku 1722 prodal zpět vévodkyni. V roce 1760 Marie Terezie přikoupila Kounice a roku 1764 Rataje nad Sázavou.

### Sňatek a manželství
Do organizování princeznina sňatku se zapojil její prastrýc, kníže Josef Václav z Lichtenštejna, rakouský diplomat a reformátor císařského dělostřelectva. Ten měl dobré styky s maršálem Evženem Savojským. Nakonec se Mariiným ženichem stal Evženův synovec, nositel řádu zlatého rouna, vévoda Tomáš Emanuel Savojsko-Carignanský, kníže piemontský, markrabě ze Saluzza, hrabě ze Soissons (Tommaso Emanuele vévoda de Savoy-Carignan, princ z Piemontu, markrabě de Saluzzo, hrabě de Soissons). Do příprav se zapojil také samotný princ Evžen, který jednal s kněžnou Edmundou, matkou Marie Terezie, a také ručil majetkem v Uhrách za vdovský podíl nevěsty. Svatba se uskutečnila na zámku v Černém Kostelci, kam v září 1713 přitáhl vévodův kyrysnický pluk. Zde již byl očekáván nejen svou snoubenkou, ale také obyvateli města a panství. Obřad se konal dne 24. října 1713 v zámecké kapli, jíž nechala vévodkyně později zasvětit sv. Vojtěchu. Manželé střídavě pobývali v Čechách a ve Vídni, a to až do roku 1729, kdy se vévoda během honu v oboře zámku v Kolodějích nakazil neštovicemi a brzy poté zemřel. Pohřben byl v Savojské kapli v dómu svatého Štěpána ve Vídni, kterou nechala vévodkyně vybudovat na svůj náklad. Od úmrtí manžela se vévodkyně trvale stáhla do hlavního města Vídně se sídlem na Johannesgasse 15 a na letní zámek Judenau poblíž Vídně, odkud vykonávala správu všech panství.

#### Syn
Se svým manželem měla jediného syna, Evžena Jana (Eugen Jean Francois vévoda de Soissons). Narodil se v roce 1714, necelý rok po svatbě. Ten se roku 1729 stal vévodou opavským a od roku 1731 mu byl v 17 letech udělen Řád zlatého rouna. V armádě dosáhl hodnosti nejvyššího polního strážmistra. Jeho manželkou se měla stát devítiletá princezna Marie Tereza z Massy, kněžna z Carrary, se níž byl v zastoupení oddán dne 10. listopadu 1734. K právnímu naplnění, tedy k řádnému obřadu, však nikdy nedošlo, neboť Evžen Jan zemřel na zimnici 24. listopadu t. r. u Mannheimu.

### Závěr života a smrt
Vévodkyně Marie Terezie Savojská zemřela 20. února 1772 ve Vídni. Pohřbena byla po boku svého manžela v Savojské kapli ve vídeňské katedrále sv. Štěpána. Za svého dědice určila knížete Františka Josefa I. z Lichtenštejna. V závěti navíc odpustila poddaným nedoplatky, darovala chudým na každém svém panství několik set zlatých a přikázala vyplácet každý rok pět tisíc zlatých na výkup otroků z Turecka. Různé dary také odkázala kostelům a klášterům v Čechách a ve Vídni.

## Charitativní činnost
Po smrti svého jediného potomka se Marie Terezie začala více věnovat charitě. Už v letech 1726–28, tedy ještě za života svého manžela, nechala nedaleko černokosteleckého zámku postavit špitál, v němž mohlo přebývat 12 žen a 12 mužů. Finančně podpořila řadu kostelů, např. v roce 1759 darovala peníze kostelům ve Škvorci a Úvalech. Postarala se také o založení nových far a kostelů v Aldašíně, Lstiboři, Tuklatech, ve Slušticích, na Hradešíně či Poříčanech, ostatní nechala opravit. Také těmto kostelům darovala přes 13 000 zlatých, faráři pak každé čtvrtletí sloužili mši za spásu její duše. Dne 15. srpna 1755 v rámci školské reformy nechala na jednotlivých panstvích zřídit nadaci, z níž byl učitelům vyplácen od vrchnostenského úřadu pevný plat, od lesního úřadu pak dříví na topení. Tímto krokem došlo k osvobození poddaných od školních platů. V roce 1760 odkoupila od hraběcí rodiny Morzinů panství Kounice a hned o rok později (1761) nechala v Kounicích, Vyšehořovicích a Mochově zřídit školy. V roce 1763 došlo k obnovení špitálu v Kounicích.
Dne 14. března 1736 propustila měšťany v Kostelci nad Černými lesy z nevolnictví a jelikož město nemělo dostačující kostel, nechala zde postavit kostel svatých Andělů Strážných. V letech 1752–59 nechala přestavět černokostelecký zámek do barokní podoby. Od 12. července 1760 nechala při bouřkách zvonit v kostelech či ve zvoničkách. Pro 33 obcí svých panství nechala na vlastní náklady odlít zvony a zvonky. Také nařídila, že se do konce žní mají lidé při odchodu z polí modlit u kapliček a křížů, což byla praktika přenesená na středočeská panství z dolnorakouských panství. Dne 4. ledna 1766 pak zřídila Donationsfond s základním kapitálem 22 206 zlatých ve stavovských dlužních úpisech. Tyto peníze měly být použity v případě požáru, krupobití nebo úhynu hospodářského zvířectva poddaných.
Jelikož poddaní neuměli německy, rozhodla se vévodkyně v roce 1764 vydat nařízení, že se na ni mohou obracet v českém jazyce. Zároveň si také uvědomovala, že se k ní nemusí dostat všechny informace o křivdách, protože někteří panští úředníci by mohli chtít svoje chyby zatajit. Proto v roce 1766 nechala vyhlásit:
| „ | Oni poddaní, kteří by od hospodářských úředníků nedovoleným způsobem byli utlačováni a ve svých spravedlivých požadavcích bez úplatků vyřízení od nich obdržeti nemohli a ostýchali se, jak v tomto případě nařízeno, hospodářskému radovi svou stížnost žalobně přednésti. Ti a takoví mají stížnost přímo na nás jakožto nejmilostivější vrchnost buďto písemně nebo sami osobně vznésti, kdež jim vždy dveře otevřeny zůstávají. | “ |

V roce 1764 pak nechala na svých pěti středočeských panstvích vystavět sochy svatého Donáta, aby se zabránilo neúrodě. To ovšem nepomohlo a v letech 1770–1772 vypukl v českých zemích rozsáhlý hladomor. Vévodkyně proto nechala otevřít panské sýpky.
Charitativní činnosti se věnovala také ve Vídni. Zde založila Savojský ústav šlechtičen a darovala mu dva domy a zahradu. Jedním z nich byl i palác na Johannesgasse 15, kde vévodkyně žila a po jejíž smrti připadl ústavu. Na jeho provoz odkázala ročně vyplácet 19 180 zlatých. Dědicové navíc měli každé chovance ústavu (chudé šlechtičně, jejíž majetek nepřesáhl 4 000 zlatých), která zde stráví tři roky a následně se provdá nebo ústav opustí, vyplatit 2 000 zlatých. Další nadací, určenou na výchovu mladých šlechticů, založila pod názvem Savojská rytířská akademie, na jejíž provoz ročně určila vyplácet 16 000 zlatých. Později došlo k jejímu spojení s vojenskou akademií „Theresianum“ založenou roku 1778 královnou Marií Terezií.
V letech 1746–49 navíc nechala na Favoritenstrasse vystavět budovy rytířské akademie: „Akademietrakt“, jezdeckou školu a v roce 1752 křídlo „Pflanzschule“ (dnes „Sappeurtrakt“).

### Sochy svatého Donáta

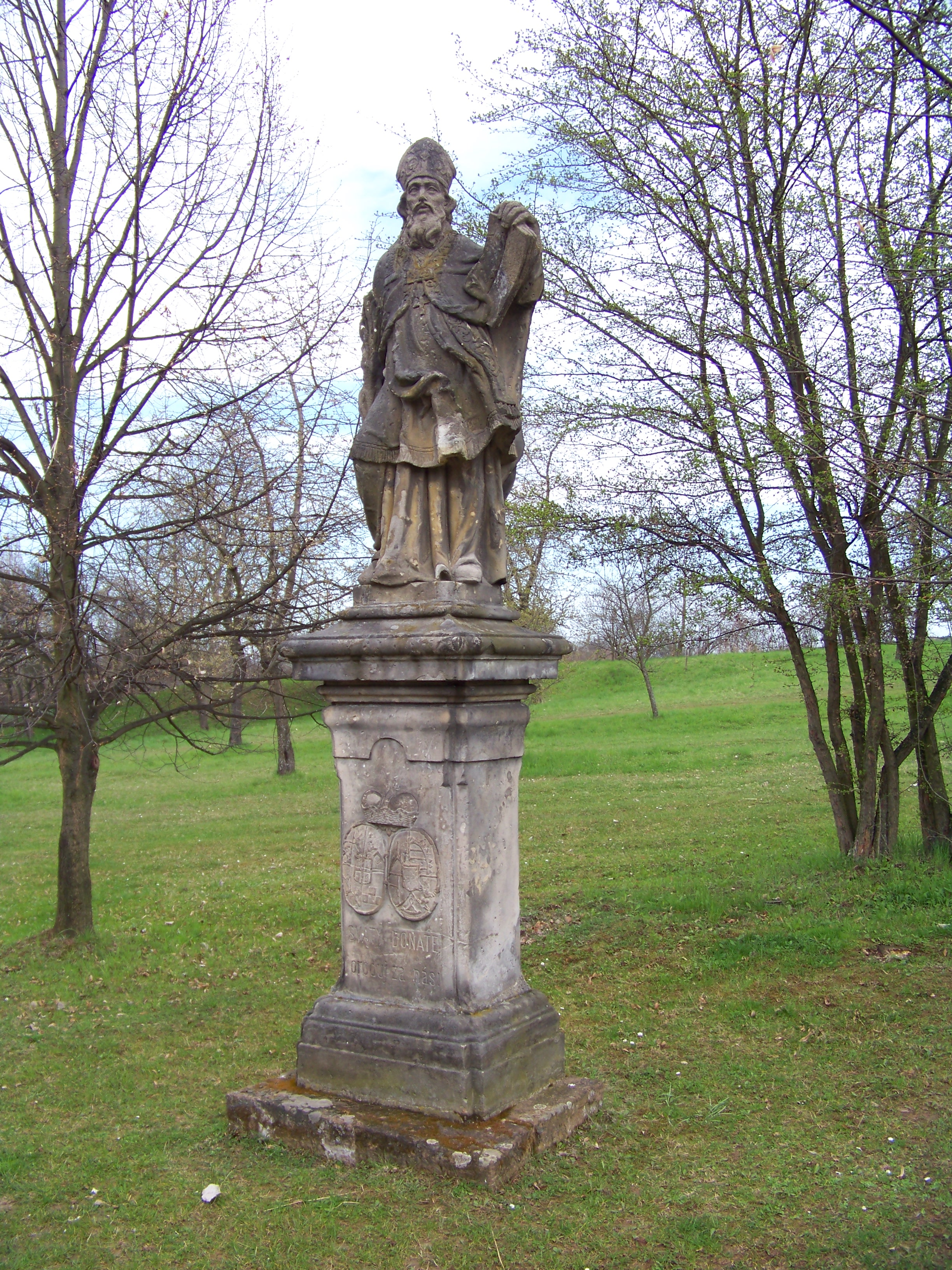
Socha svatého Donáta ze Svatbína, dnes umístěná v Muzeu lidových staveb v Kouřimi

Sochy svatého Donáta jsou typickou památkou pro období Marie Terezie Savojské. Svatý Donát z Arezza patřil v Itálii k velmi oblíbeným svatým, a to především u rolníků, kterým měl chránit úrodu a dobytek před bouřkami a krupobitím. Roku 1765 vévodkyně objednala pro pětici středočeských panství jeho sochy, které nechala umístit v geografickém středu každého panství, a to: panství Černý Kostelec - u Svatbína (dříve Svrabova), panství Uhříněves - u hřbitova v Kolovratech, panství Škvorec - na křižovatce cest zaniklé vsi Křimín u Škvorce, panství Kounice - u Vykáně a panství Rataje - u Chlumu, místní části obce Staňkovice. Dne 31. května 1985 byla poškozená socha od Svatbína přemístěna do skanzenu v Kouřimi, kde byla restaurována. Dodnes se k místu, kde socha původně stávala váže rčení „Stojíš jako Donát u Svrabova“.
Kolem soch bývala vysázena do čtverce čtveřice lip. Z okolních obcí sem o svatodušních svátcích chodívala procesí za odvrácení špatné úrody a počasí. Na svátek sv. Donáta (7. srpna) bývaly u soch zapalovány ohně.

## Zajímavosti
- Na její památku je pojmenována Savojská ulice na Pražském předměstí v Kostelci nad Černými lesy.[zdroj?]
- Na její počest vydalo roku 1980 Lichtenštejnské knížectví poštovní známku s jejím portrétem.[zdroj?]

## Vývod z předků
|                                    |                                              |  |                             |                                              |  |  |  |  |  |  |  | Hartmann II. z Lichtenštejna |
|                                    |                                              |  |                             |                                              |  |  |  |  |  |  |  |                              |
|                                    | Karel I. z Lichtenštejna                     |  |                             |                                              |  |  |  |  |  |  |  |                              |
|                                    |                                              |  |                             |                                              |  |  |  |  |  |  |  |                              |
|                                    |                                              |  |                             | Anna Marie Ortenburská                       |  |  |  |  |  |  |  |                              |
|                                    |                                              |  |                             |                                              |  |  |  |  |  |  |  |                              |
|                                    | Karel Eusebius z Lichtenštejna               |  |                             |                                              |  |  |  |  |  |  |  |                              |
|                                    |                                              |  |                             |                                              |  |  |  |  |  |  |  |                              |
|                                    |                                              |  |                             | Jan Šembera z Boskovic                       |  |  |  |  |  |  |  |                              |
|                                    |                                              |  |                             |                                              |  |  |  |  |  |  |  |                              |
|                                    | Anna Marie Šemberová z Boskovic a Černé Hory |  |                             |                                              |  |  |  |  |  |  |  |                              |
|                                    |                                              |  |                             |                                              |  |  |  |  |  |  |  |                              |
|                                    |                                              |  |                             | Anna Krajířová z Krajku                      |  |  |  |  |  |  |  |                              |
|                                    |                                              |  |                             |                                              |  |  |  |  |  |  |  |                              |
|                                    | Jan Adam I. z Lichtenštejna                  |  |                             |                                              |  |  |  |  |  |  |  |                              |
|                                    |                                              |  |                             |                                              |  |  |  |  |  |  |  |                              |
|                                    |                                              |  |                             | Zikmund II. z Ditrichštejna                  |  |  |  |  |  |  |  |                              |
|                                    |                                              |  |                             |                                              |  |  |  |  |  |  |  |                              |
|                                    | Maxmilián z Ditrichštejna                    |  |                             |                                              |  |  |  |  |  |  |  |                              |
|                                    |                                              |  |                             |                                              |  |  |  |  |  |  |  |                              |
|                                    |                                              |  |                             | Johana Scaligerová                           |  |  |  |  |  |  |  |                              |
|                                    |                                              |  |                             |                                              |  |  |  |  |  |  |  |                              |
|                                    | Johana Beatrix z Ditrichštejna               |  |                             |                                              |  |  |  |  |  |  |  |                              |
|                                    |                                              |  |                             |                                              |  |  |  |  |  |  |  |                              |
|                                    |                                              |  |                             | Karel I. z Lichtenštejna                     |  |  |  |  |  |  |  |                              |
|                                    |                                              |  |                             |                                              |  |  |  |  |  |  |  |                              |
|                                    | Anna Marie Františka z Lichtenštejna         |  |                             |                                              |  |  |  |  |  |  |  |                              |
|                                    |                                              |  |                             |                                              |  |  |  |  |  |  |  |                              |
|                                    |                                              |  |                             | Anna Marie Šemberová z Boskovic a Černé Hory |  |  |  |  |  |  |  |                              |
|                                    |                                              |  |                             |                                              |  |  |  |  |  |  |  |                              |
| Marie Terezie Anna z Lichtenštejna |                                              |  |                             |                                              |  |  |  |  |  |  |  |                              |
|                                    |                                              |  |                             |                                              |  |  |  |  |  |  |  |                              |
|                                    |                                              |  | Zikmund II. z Ditrichštejna |                                              |  |  |  |  |  |  |  |                              |
|                                    |                                              |  |                             |                                              |  |  |  |  |  |  |  |                              |
|                                    | Maxmilián z Ditrichštejna                    |  |                             |                                              |  |  |  |  |  |  |  |                              |
|                                    |                                              |  |                             |                                              |  |  |  |  |  |  |  |                              |
|                                    |                                              |  |                             | Johana Scaligerová                           |  |  |  |  |  |  |  |                              |
|                                    |                                              |  |                             |                                              |  |  |  |  |  |  |  |                              |
|                                    | Ferdinand Josef z Ditrichštejna              |  |                             |                                              |  |  |  |  |  |  |  |                              |
|                                    |                                              |  |                             |                                              |  |  |  |  |  |  |  |                              |
|                                    |                                              |  |                             | Karel I. z Lichtenštejna                     |  |  |  |  |  |  |  |                              |
|                                    |                                              |  |                             |                                              |  |  |  |  |  |  |  |                              |
|                                    | Anna Marie Františka z Lichtenštejna         |  |                             |                                              |  |  |  |  |  |  |  |                              |
|                                    |                                              |  |                             |                                              |  |  |  |  |  |  |  |                              |
|                                    |                                              |  |                             | Anna Marie Šemberová z Boskovic a Černé Hory |  |  |  |  |  |  |  |                              |
|                                    |                                              |  |                             |                                              |  |  |  |  |  |  |  |                              |
|                                    | Erdmunda Tereza z Ditrichštejna              |  |                             |                                              |  |  |  |  |  |  |  |                              |
|                                    |                                              |  |                             |                                              |  |  |  |  |  |  |  |                              |
|                                    |                                              |  |                             | Jan Oldřich z Eggenbergu                     |  |  |  |  |  |  |  |                              |
|                                    |                                              |  |                             |                                              |  |  |  |  |  |  |  |                              |
|                                    | Jan Antonín I. z Eggenbergu                  |  |                             |                                              |  |  |  |  |  |  |  |                              |
|                                    |                                              |  |                             |                                              |  |  |  |  |  |  |  |                              |
|                                    |                                              |  |                             | Marie Zdeňka z Thannhausenu                  |  |  |  |  |  |  |  |                              |
|                                    |                                              |  |                             |                                              |  |  |  |  |  |  |  |                              |
|                                    | Marie Alžběta z Eggenberka                   |  |                             |                                              |  |  |  |  |  |  |  |                              |
|                                    |                                              |  |                             |                                              |  |  |  |  |  |  |  |                              |
|                                    |                                              |  |                             | Kristián Braniborsko-Bayreuthský             |  |  |  |  |  |  |  |                              |
|                                    |                                              |  |                             |                                              |  |  |  |  |  |  |  |                              |
|                                    | Anna Marie Braniborsko-Bayreuthská           |  |                             |                                              |  |  |  |  |  |  |  |                              |
|                                    |                                              |  |                             |                                              |  |  |  |  |  |  |  |                              |
|                                    |                                              |  |                             | Marie Pruská                                 |  |  |  |  |  |  |  |                              |
|                                    |                                              |  |                             |                                              |  |  |  |  |  |  |  |                              |